# Port lotniczy Rangiroa
Port lotniczy Rangiroa – port lotniczy położony na wyspie Rangiroa, należącej do Polinezji Francuskiej.

## Linie lotnicze i połączenia
| Linia Lotnicza | Kierunek                                                            |
| -------------- | ------------------------------------------------------------------- |
| Air Moana      | 1. Papeete                                                          |
| Air Tahiti     | 1. Bora Bora 2. Fakarava 3. Manihi 4. Mataiva 5. Papeete 6. Tikehau |